# Led Zeppelin
Led Zeppelin bio je engleski rock sastav osnovan 1968. godine u Londonu. Grupu su činili gitarist Jimmy Page, pjevač Robert Plant, basist i klavijaturist John Paul Jones i bubnjar John Bonham. S oko 300 milijuna prodanih albuma, jedan su od komercijalno najuspješnijih i najpopularnijih rock sastava u povijesti. Težak zvuk gitara ukorijenjen u bluesu i psihodeliji na njihovim ranijim albumima priskrbio im je i status pionira heavy metala, iako je njihov jedinstveni stil proizašao iz širokog spektra glazbenih utjecaja, uključujući i folk. Od kraja 60-ih i tijekom 70-ih Led Zeppelin su bili najveća svjetska koncertna atrakcija, izvodeći stotine rekordno rasprodanih koncerata na najvećim stadionima i dvoranama diljem svijeta. 
Grupa je prestala postojati 1980. godine nakon tragične smrti bubnjara Johna Bonhama. U idućim dekadama preostali članovi su u nekoliko navrata imali jednokratna okupljanja (najpoznatije ono iz 2007. u Londonu bilo je humanitarnog karaktera), no do konačnog 'reuniona' i turneje nikad nije došlo. Godine 1995. primljeni su u Rock 'n' Roll kuću slavnih.  

## Povijest

### Počeci (1968. – 1971.)
Rock sastav Led Zeppelin osnovali su 1968. godine Jimmy Page i Peter Grant nakon raspada grupe Yardbirds. Prvo su se zvali "The New Yardbirds".
Grupu su činili pjevač Robert Plant, bubnjar John Bonham, prateći pjevač Mike Scott i bivši basist Yardbirdsa Chris Dreja, ali Dreja napušta grupu i počinje se baviti fotografijom (kasnije će napraviti fotografiju koja će se nalaziti na stražnjoj strani debi albuma grupe). Zamijenio ga je Pageov dugogodišnji prijatelj i kolega, studijski glazbenik John Paul Jones. Pageov prvi izbor za pjevača bio je Terry Reid. No, on odbija ponudu i preporuča Planta. Plant prihvaća ponudu i dovodi svog prijatelja Johna Bonhama iz raspadnutog sastava "Band of Joy". Što je bilo sa Scottom, ostaje nepoznato.
Ime "Led Zeppelin" dobivaju prema ciničnoj opasci Keitha Moona bubnjara grupe "The Who", koji je izjavio da će grupa izdržati poput olovnog cepelina u zraku.
Započeli su kao blues rock grupa, da bi kasnije razvili svoju glazbu u pravcu koji će se nazvati hard rock i heavy metal. Led Zeppelin i Black Sabbath smatraju se prvim heavy metal grupama.
Neposredno nakon prve turneje, izdaju u listopadu 1968. svoj prvi album. Album je mješavina bluesa i rocka s distorziranim zvukom gitare, čime je ta ploča jedna od centralnih i najzaslužnijih za evoluciju heavy metal glazbe.
Iako su se neke od ranijih pjesama Led Zeppelina temeljile na obradama blues standarda, druge, kao Communication Breakdown, imale su jedinstven i prepoznatljiv "heavy" zvuk.
Na albumu se još nalaze akustične skladbe poput Black Mountain Side i skladbe koje kombiniraju akustičnu i električnu gitaru, poput obrade folk pjesme Babe I'm Gonna Leave You. Brz uspjeh prvog albuma pokrenuo je karijeru grupe, pogotovo u SAD-u, gdje su imali česte turneje.
Na drugoj ploči Led Zeppelin II nastavljaju sa sličnim stilom kao s prvog albuma. Prva pjesma Whole Lotta Love ima snažan riff kojeg "vozi" ritam-sekcija Bonhama na bubnjevima i Jonesa na bas-gitari. Drugim albumom, kojeg su ljubitelji grupe često zvali i "Brown bomber", Led Zeppelin konačno definiraju svoj zvuk. Ploča je postigla velik uspjeh. Bila je na prvom mjestu top-lista i u SAD-u i Velikoj Britaniji.  
Jimmy Page i Robert Plant bili su blues fanatici. Neki od ranih hitova Led Zeppelina Whole Lotta Love i You Shook Me bili su jako slični pjesmama Willieja Dixona i gitarista Howlin' Wolfa. Page je izjavio u jednom razgovoru: "Često sam mislio da smo mi na sličan način kao što su Rolling Stonesi htjeli biti djeca Chucka Berryja, pokušavali biti djeca Howlin' Wolfa."
Osim bluesa, članovi su grupe voljeli i američki rock and roll, primjerice Fatsa Domina i Little Richarda koji su im bili velika inspiracija. Led Zeppelin je često izvodilo rockabilly pjesme koje su proslavili Elvis Presley i Eddie Cochran.
Nastupi Led Zeppelina znali su trajati više od tri sata jer su izvodili produljene i improvizirane verzije svojih kompozicija u koje su često ubacivali sitne utjecaje Jamesa Browna i Motown soul glazbe koja je bila omiljena glazba bubnjara Johna Bonhama. 
Radi skladanja trećeg albuma Led Zeppelin III, grupa se povlači u kolibu Bron-Yr-Aur u Walesu. To je rezultiralo akustičnijim zvukom albuma poput pjesama Gallows Pole ili Friends. Pjesme su bile pod jakim utjecajem keltske i country glazbe, a po prvi se put javlja utjecaj i arapske/indijske glazbe u spomenutoj skladbi Friends. Led Zeppelin III također je prikazao i drugačiju stranu gitarskog umijeća Jimmyja Pagea koji se prikazao kao izvrstan gitarist akustične gitare, a ne samo električne. Ovim albumom započinje era raznolikih omota; primjerice, omot Led Zeppelin III albuma je isječen, a ispod je krug koji se vrti i prikazuje različite oblike kroz pukotine omota. 
Unatoč velikom broju publike, grupa je odbijala nastupe na TV-u zbog loše reprodukcije. Manjak prisutnosti na TV-u pojačao je namjeru sastava da ih njihovi obožavatelji trebaju vidjeti i čuti uživo.

### "Najveći sastav na svijetu" (1971. – 1975.)
Različiti glazbeni smjerovi grupe spojili su se na njihovom četvrtom neimenovanom albumu, čiji je stvaran naslov bio prikazan u obliku četiri neizgovorljiva simbola, stoga se često nazivalo taj album Led Zeppelin IV, Zoso, Rune ili četiri simbola. Ne samo da je album bio bez naziva, nego na omotu albuma nema ni naznake imena grupe. Album je izdan 8. studenog 1971. godine. Na albumu se nalaze hard rock skladbe poput Black Dog, zatim tolkienovska fantasy skladba The Battle of Evermore i kombinacija ta dva pravca u skladbi Stairway to Heaven. Pjesma Stairway to Heaven bila je ogroman radiohit, koja unatoč svome uspjehu nikada nije bila izdana kao singl. Album zaključuje jedna od njihovih najboljih blues skladbi When the Levee Breaks.
Sljedeći album, Houses of the Holy (izdan 28. ožujka 1973.), donio je još veću raznolikost u glazbenim stilovima. Možda i najpoznatija pjesma s ovog albuma je prava "rockerska" The Song Remains the Same. No Quarter, sa svojim tamnim i mističnim prizvukom (često prisutnim u pjesmama Led Zeppelina), smatra se jednom od najboljih klavijaturističkih izvedbi Johna Paula Jonesa. Pjesma je bila prava koncertna atrakcija zbog ponekad izrazito dugih Jonesovih solo dionica, kao i zbog dodatnih vizualnih efekata (prigušena svjetla i lažna magla). Stilsku raznolikost ovog albuma posebno ističu pjesme D'yer Mak'er (inspirirana reggaeom) i funky The Crunge nastala kao posveta soul i funk velikanu Jamesu Brownu.
Tijekom 1974. godine Led Zeppelin uzima stanku od stalnih turneja. Osnivaju vlastitu izdavačku kuću Swan Song Records nazvanu prema jednoj od rijetkih njihovih neobjavljenih pjesama. Velik dio vremena provode i u studiju pripremajući nove skladbe.
1975. je godina izdavanja njihovog prvog dvostrukog albuma Physical Graffiti. Album je bio velika uspješnica i do danas se smatra jednim od njihovih najboljih ostvarenja. Najveći hit s albuma je pjesma Kashmir, prepoznatljiva po dubokom zvuku bubnjeva i orijentalnom prizvuku Jonesovih klavijatura. Od ostalih pjesama ističu se Houses of the Holy (nastala oko dvije godine prije), Trampled Under Foot, bluesy In My Time of Dying (njihova najduža pjesma) te lagana balada Ten Years Gone.
Razdoblje od 1971. do 1975. godine smatra se najuspješnijim u karijeri Led Zeppelina. Tada od Beatlesa preuzimaju titulu "najboljeg sastava na svijetu" za koju su im najveći rivali Rolling Stonesi i The Who.

### Kasna faza, Bonhamova smrt i prekid karijere (1975. – 1980.)
Do 1975. godine Led Zeppelin je bio na vrhuncu karijere, posebno nakon trijumfalnih izvedbi u Earls Courtu. No, tada je niz nesretnih događaja uvjetovao pad u popularnosti.
1976. Robert Plant je doživio tešku prometnu nesreću te je za neko vrijeme završio u kolicima. Sastav tada seli u Malibu gdje radi na novom albumu. 31. ožujka iste godine izdaju album Presence. Album je bio podcijenjen i ponekad kritiziran ponajviše zbog smanjene raznolikosti i "dosadnosti". Naime, na svim pjesmama Jimmy Page igra glavnu ulogu, a John Paul Jones svira bas-gitaru i nema nijednu izraženiju dionicu. Sve to je samo odraz teških prilika u kojima se sastav našao. Od poznatijih pjesama s tog albuma ističu se epska Achilles Last Stand, Nobody's Fault But Mine i blues pjesma Tea For One koja podsjeća na njihove starije pjesme.
Zbog Plantove automobilske nesreće u Grčkoj nisu išli na turneje kroz 1976. godinu, ali su izdali koncertni film i album The Song Remains The Same.
1977. su se vratili na turneju, ali je iste godine umro Plantov sin Karac. Tu godinu su obilježile i glasine o Pageovoj ovisnosti o heroinu.
1979. nastupaju na poznatom glazbenom festivalu u Knebworthu te izdaju posljednji album In Through the Out Door. Taj album je obilježila dominacija Jonesovog sintesajzera te smanjen doprinos Pagea i Bonhama. Čak se govorkalo o mogućem raspadu grupe jer su Page i Bonham te Jones i Plant odvojeno jedni od drugih snimali svoje dionice. Najveći hitovi s tog albuma bili su Fool in the Rain i All My Love.
Tijekom 1980. zdravstveno stanje bubnjara Johna Bonhama se zbog alkoholizma sve više pogoršavalo. 24. rujna 1980.g. nakon što je u prethodna 24 sata ispio četrdesetak (!) duplih votki tijekom cjelodnevnog uvježbavanja sastava za turneju, nakon ponoći je odnesen u Pageovu kuću na spavanje, i sljedećeg popodneva je pronađen mrtav. Autopsija je pokazala odsutnost lijekova ili droge u tijelu, osim alkohola.
Iako se raspravljalo o mogućim Bonhamovim nasljednicima, ostali članovi sastava objavili su da više ne mogu nastaviti odlučivši prekinuti karijeru. Ostali su jedna od komercijalno najuspješnijih, najutjecajnijih i najinovativnijih grupa u povijesti rocka i glazbe uopće. VH1 ih je uvrstio na prvo mjesto liste 100 najvećih umjetnika hard rocka i na 3. mjesto svoje liste 100 najvećih umjetnika svih vremena. Rolling Stone ih je stavio na 14. mjesto istoimene liste nazvavši ih najvećom grupom sedamdesetih, najžešćim sastavom ikada i jednom od najdugovječnijih skupina u povijesti.

### Ponovna okupljanja
Tri preživjela člana Led Zeppelina okupili su se 1985. godine za Live Aid u Londonu i 1988. godine na obiljetnicu osnivanja izdavačke kuće Atlantic Records. Tada je bubnjeve odsvirao sin pokojnog bubnjara Jason Bonham. Set pjesama je bio kratak i Plantov komentar je bio: "...bilo je kao da spavaš sa svojom bivšom suprugom, a ne vodiš ljubav s njom."
1995. godine sastav je uveden u Rock and Roll Hall of Fame i tom prigodom je uz članove Aerosmitha izveo tri nadahnute verzije svojih starijih uspješnica. 
10. prosinca 2007. godine održali su Ahmet Ertegün Tribute koncert s Jasonom na bubnjevima. No, Robert Plant je odbio ponudu od 200 milijuna dolara za još jednu veliku svjetsku turneju kao Zeppelini, s obrazloženjem da mu je u tom trenutku bila važnija turneja s Alison Krauss, američkom country pjevačicom.

## Diskografija
Studijski albumi
- Led Zeppelin (12. siječnja 1969.)
- Led Zeppelin II (22. listopada 1969.)
- Led Zeppelin III (5. listopada 1970.)
- Led Zeppelin IV (8. studenog 1971.)
- Houses of the Holy (28. ožujka 1973.)
- Physical Graffiti (24. veljače 1975.)
- Presence (31. ožujka 1976.)
- In Through the Out Door (15. kolovoza 1979.)
- Coda (19. studenog 1982.)

Koncertni albumi
- The Song Remains the Same (1976.)
- Led Zeppelin (1997.)
- How the West Was Won (2003.)
- Celebration Day – Na CD-u, DVD-u i Blu-rayu izašao je 19. studenoga 2012. Vinilno izdanje izašlo je 12. veljače 2013.

Kompilacije
Od 1990.g. do danas je izdano devet (9) raznih kompilacijskih setova ( kao napr. Led Zeppelin – Box Set [4 CD]), 3 videoalbuma i to vjerojatno nije konačan broj, obzirom na neizbrisiv i rasprostranjen utjecaj sastava na rock glazbu.

## Vanjske poveznice
- Allmusic  Arhivirana inačica izvorne stranice od 19. studenoga 2002. (Wayback Machine) – Led Zeppelin